# Roupala psilocarpa
Roupala psilocarpa är en tvåhjärtbladig växtart som beskrevs av Edwards & Prance. Roupala psilocarpa ingår i släktet Roupala och familjen Proteaceae. Inga underarter finns listade i Catalogue of Life.